# Cvadratura parabolei

Un segment parabolic.

Cvadratura Parabolei este un tratat de geometrie, scris de Arhimede în secolul al III-lea î.Hr. Lucrarea este scrisă sub formă de scrisoare adresată prietenului său Dositheus și cuprinde 24 de propoziții despre parabolă, culminând cu demonstrația că aria segmentului parabolic (aria dintre parabolă și dreapta secantă) este egală cu 4/3 din aria unui anumit triunghi înscris.
Demonstrația folosește metoda epuizării. Arhimede împarte aria într-o infinitate de triunghiuri a căror arie formează o progresie geometrică. El calculează suma seriei și dovedește că rezultatul reprezintă aria segmentului parabolic. Acest lucru reprezintă cea mai sofisticată folosire a metodei epuizării din antichitate și a rămas neîntrecută până la dezvoltarea calculului integral în secolul al XVII-lea, fiind urmată  de formula de cvadratură a lui Cavalieri⁠(en)[traduceți].

## Teorema principală

Arhimede înscrie un anumit triunghi în segmentul parabolic dat.

Un segmentul parabolic este regiunea delimitată de parabolă și dreapta secantă care o taie. Pentru a afla aria unui segment parabolic, Arhimede a considerat un anumit triunghi înscris. Baza acestui triunghi este dată de coarda parabolei, iar cel de al treilea vârf al triunghiului este ales în așa fel încât cele trei drepte verticale care trec prin vârfuri sunt egal depărtate și paralele cu axa parabolei. Teorema afirmă că aria segmentului parabolic este 4/3 din aria triunghiului înscris.

## Structura textului
Arhimede a dat două demonstrații ale teoremei principale. Prima demonstrație folosește mecanica abstractă, cu care Arhimede argumentează că greutatea segmentului va echilibra greutatea triunghiului când sunt așezate pe o pârghie. Cea de-a doua, faimoasă datorită folosirii geometriei pure, folosește metoda epuizării.
Din cele 24 de propoziții, primele trei sunt citate fără demonstrație după lucrarea lui Euclid Elementele Conicelor (lucrare azi pierdută). Propozițiile patru și cinci stabilesc proprietățile elementare ale parabolei; propozițiile de la șase la șaptesprezece dau demonstrația mecanică a teoremei; iar propozițiile de la optsprezece la douăzeci și patru dau demonstrația geometrică.

## Demonstrația geometrică

### Împărțirea segmentului parabolic

Arhimede împarte segmentul parabolic într-o infinitate de triunghiuri.

Ideea principală a demonstrației constă în împărțirea segmentului parabolic într-o infinitate de triunghiuri, după cum se arată în figura din dreapta. Fiecare dintre aceste triunghiuri sunt înscrise în propriile lor segmente parabolice, în același mod în care triunghiul albastru a fost înscris în segmentul cel mare.

### Aria triunghiurilor
În propozițiile de la optsprezece la douăzeci și unu Arhimede demonstrează că aria fiecărui triunghi verde este 1/8 din aria triunghiului albastru. Din punct de vedere al calcului modern, acest lucru este adevărat deoarece triunghiul verde are prin construcție baza egală cu jumătate din lungimea triunghiului albastru, iar înălțimea egală cu 1/4. Afirmația despre înălțime se datorează proprietăților parabolei și poate fi ușor dovedită folosind calculul modern al geometriei analitice.
Prin extensie, fiecare triunghi galben are aria egală cu 1/8 din aria triunghiului verde, cel roșu 1/8 din cel galben și tot așa. Folosind metoda epuizării, urmează că aria totală a segmentului parabolic este dată de:
{\displaystyle {\mbox{Area}}\;=\;T\,+\,2\left({\frac {T}{8}}\right)\,+\,4\left({\frac {T}{8^{2}}}\right)\,+\,8\left({\frac {T}{8^{3}}}\right)\,+\,\cdots .}
Aici T reprezintă aria triunghiului albastru, al doilea termen aria totală a celor două triunghiuri verzi, al treilea aria totală a triunghiurilor galbene și tot așa. Simplificând, obținem:
{\displaystyle {\mbox{Area}}\;=\;\left(1\,+\,{\frac {1}{4}}\,+\,{\frac {1}{16}}\,+\,{\frac {1}{64}}\,+\,\cdots \right)T.}

### Suma seriei

Arhimede a dovedit că: 1 + 1/4 + 1/16 + 1/64 + ... = 4/3

Pentru a completa demonstrația, Arhimede a arătat că
{\displaystyle 1\,+\,{\frac {1}{4}}\,+\,{\frac {1}{16}}\,+\,{\frac {1}{64}}\,+\,\cdots \;=\;{\frac {4}{3}}.}
Expresia din partea stângă este o progresie geometrică cu rația 1/4. Arhimede a evaluat suma folosind metoda geometrică, ilustrată în figura din dreapta, care arată un pătrat unitate care a fost împărțit într-o infinitate de pătrate mai mici. Fiecare pătrat mov are aria 1/4 din aria pătratului anterior, iar aria tuturor pătratelor mov fiind egală cu suma:
{\displaystyle {\frac {1}{4}}\,+\,{\frac {1}{16}}\,+\,{\frac {1}{64}}\,+\,\cdots .}
Pătratele mov sunt congruente cu cele galbene, astfel că acoperă 1/3 din aria pătratului unitate, arătând că seria este egală cu 1/3.